# TCL Corporation
TCL Technology (TCL科技) е китайска мултинационална компания за електроника със седалище в Хуйджоу, провинция Гуандун.
Дейността ѝ е проектиране, разработване, производство и продажба на електронни продукти, включително телевизори, мобилни телефони, климатици, перални машини, хладилници, както и малки електрически уреди.
През 2010 г. компанията заема 25-о място в ранглистата на световните производители на потребителска електроника. През 2013 г. достига трето място по пазарен дял при производителите на телевизори.
TCL се състои от 4 отделни компании, регистрирани на борсата: TCL Technology, регистрирана на Шенженската фондова борса , и TCL Electronics Holdings Ltd. ( SEHK : 1070 ), TCL Communication Technology Holdings Ltd. (бивш код SEHK : 2618 ; отписан през 2016), TCL Display Technology ( SEHK : 00334 ) и Tonly Electronics ( SEHK : 01249 ), регистрирани на Хонгконггската фондова борса. 
Слоганът на компанията е абревиатура от The Creative Live, което в превод означава „Творческият живот“.